# Vattuströmmar skola flyta
Vattuströmmar skola flyta är en missionspsalm av Marie Sophie Herwig skriven före 1836, som översattes av Axel Fredrik Runstedt 1911 och av Johan Alfred Eklund 1917. "Dessa båda [översättningar] förkortades och sammanarb. för 1920 års förslag.” (Oscar Lövgren, Psalm- och sånglexikon, 1964).
Melodin är en tonsättning av Heinrich Albert ur femte delen av Arien oder Melodeyen från 1642 som enligt Koralbok för Nya psalmer, 1921 även används till psalmen Jesu, du min fröjd och fromma (1819 nr 204), Sänd av himlens sol en strimma (1986 nr 291) och Än ett år uti sitt sköte (1819 nr 407).
Eklunds texter blir fria för publicering 2015.

## Publicerad som
- Nr 616 i Svenska Missionsförbundets sångbok 1920 under rubriken "Israelmission"
- Nr 548 i Nya psalmer 1921, tillägget till 1819 års psalmbok under rubriken "Kyrkan och nådemedlen: Missionen".
- Nr 253 i 1937 års psalmbok under rubriken "Mission".